# Simpang Renggali
Simpang Renggali is een bestuurslaag in het regentschap Bener Meriah van de provincie Atjeh, Indonesië. Simpang Renggali telt 154 inwoners (volkstelling 2010).